# Orthorhynchus niveopilosus
Orthorhynchus niveopilosus is een keversoort uit de familie Belidae. De wetenschappelijke naam van de soort is voor het eerst geldig gepubliceerd in 1908 door Lea.